# Đức Ninh Đông
Đức Ninh Đông là một phường thuộc thành phố Đồng Hới, tỉnh Quảng Bình, Việt Nam.

## Địa lý
Phường Đức Ninh Đông có vị trí địa lý:
- Phía Bắc giáp các phường Nam Lý, Đồng Phú, Đồng Hải
- Phía Nam giáp xã Đức Ninh
- Phía Tây giáp phường Đồng Sơn
- Phía Đông giáp phường Phú Hải

Phường Đức Ninh Đông có diện tích 2,78 km², dân số năm 2019 là 6.287 người, mật độ dân số đạt 2.262 người/km².